# MObywatel

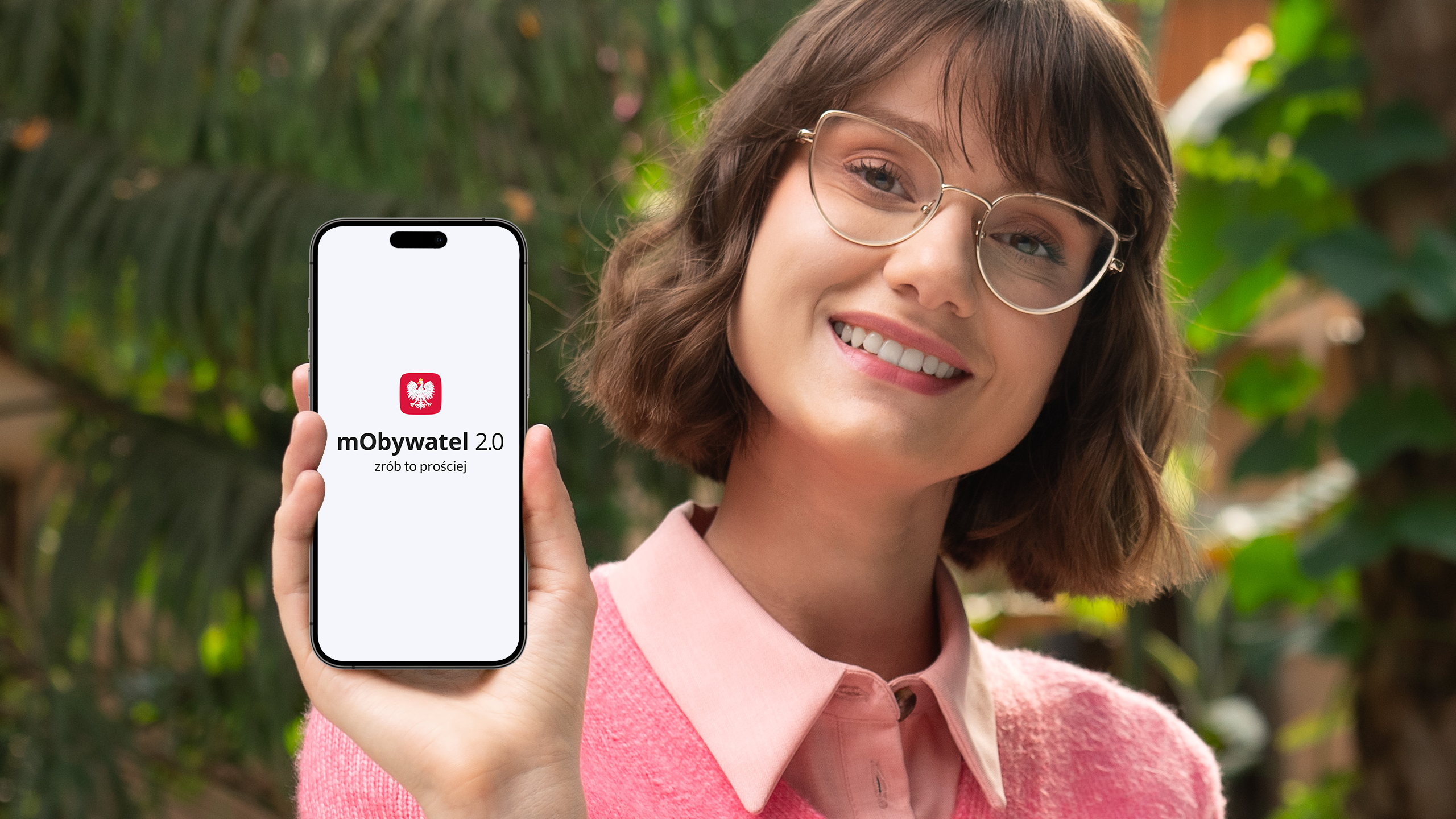
Logo i hasło promocyjne mObywatela 2.0 na ekranie smartfona

mObywatel – bezpłatna aplikacja mobilna wydawana przez Ministerstwo Cyfryzacji (wcześniej przez Kancelarię Prezesa Rady Ministrów) oferująca dostęp do cyfrowych usług urzędowych oraz elektronicznych dokumentów, dostępna na urządzenia z systemem Android i iOS. 
Aplikacja została stworzona przez Naukową i Akademicką Sieć Komputerową (NASK) na zlecenie Ministerstwa Cyfryzacji. Obecnie za jej rozwój odpowiada Centralny Ośrodek Informatyki. Do korzystania z niej wymagane jest posiadanie profilu zaufanego. Aplikacja została pierwszy raz upubliczniona 29 października 2017 roku na smartfony z Androidem. Wersja na urządzenia z iOS została wydana 31 stycznia 2018 roku. 14 lipca 2023 roku, po gruntownej przebudowie, pojawiła się najnowsza wersja aplikacji określana jako mObywatel 2.0. Mogą z niej korzystać zarówno użytkownicy systemu iOS i iPadOS (od wersji 15.0 i wyższych), jak i Android (od wersji 7.0 i wyższych). Została pobrana do stycznia 2024 ponad 16 milionów razy. 
Aplikacja udostępnia dane z rejestrów państwowych oraz innych rejestrów udostępnionych przez interesariuszy. Za pomocą mObywatela można się również autoryzować przy logowaniu do eUsług udostępnianych przez platformę rządową gov.pl.

## Usługi i dokumenty w aplikacji[9]

### Dokumenty[10]
- mDowód – elektroniczny dokument tożsamości o zbliżonej ważności do fizycznego dowodu osobistego (nie można go użyć, przekraczając granicę oraz składając wniosek o tradycyjny dowód osobisty). Seria i numer oraz data ważności jest unikalna – odmienna niż w dowodzie plastikowym. Dlatego można go używać nawet po zastrzeżeniu fizycznego dokumentu. mDowód potwierdza tożsamość użytkownika.
- mPrawo jazdy – cyfrowa wersja dokumentu uprawnień do prowadzenia pojazdów pochodzących z Centralnej Ewidencji Kierowców.
- Diia.pl – elektroniczny dokument tożsamości dla obywateli Ukrainy, którzy przekroczyli polsko-ukraińską granicę po agresji Rosji na Ukrainę[11][10]
- Karta Dużej Rodziny – cyfrowa wersja dokumentu[10]
- Legitymacja poselska − cyfrowa wersja dokumentu legitymacja poselska[12]
- Legitymacja senatorska − cyfrowa wersja dokumentu
- Legitymacja adwokacka − cyfrowa wersja dokumentu
- Legitymacja aplikanta radcowskiego − cyfrowa wersja dokumentu
- Legitymacja radcy prawnego − cyfrowa wersja dokumentu
- Legitymacja emeryta-rencisty − cyfrowa wersja dokumentu
- Legitymacja studencka
- Legitymacja szkolna − cyfrowa wersja dokumentu
- Prawo wykonywania zawodu lekarza − cyfrowa wersja dokumentu
- Prawo wykonywania zawodu lekarza dentysty − cyfrowa wersja dokumentu
- Prawo wykonywania zawodu pielęgniarki − cyfrowa wersja dokumentu
- Prawo wykonywania zawodu położnej − cyfrowa wersja dokumentu
- Legitymacja inżyniera budownictwa − cyfrowa wersja dokumentu
- Moje pojazdy – zbiór informacji dotyczących pojazdów właściciela, takich jak: dane techniczne, termin badania technicznego, ubezpieczenia OC – pobrane z Centralnej Ewidencji Pojazdów[13].
- eRecepta – podgląd wystawionych elektronicznych recept (w tym kodu numerycznego i QR do ich realizacji)[14]. Aplikacja mObywatel umożliwia realizację recept z zachowaniem większej prywatności, bez podawania numeru PESEL i kodu PIN (farmaceuta skanuje okazany kod QR).

### Usługi[15]
- Alert powodziowy – ostrzeżenia hydrologiczne
- Bezpiecznie w sieci – zgłaszanie podejrzanych treści zagrażających bezpieczeństwu w sieci
- Bezpieczny autobus – weryfikacja OC i badania technicznego autobusu na podstawie numeru rejestracyjnego na bazie danych z Centralnej Ewidencji Pojazdów[16].
- Bilkom – zakup i udostępnianie biletów kolejowych
- Dodatek gazowy – wniosek o refundację za paliwo gazowe dla gospodarstw domowych
- ePłatności – płatność za zobowiązania urzędowe
- E-wizyta w ZUS – umawianie wideo rozmowy z pracownikiem ZUS
- Firma – udostępnienie danych o działalności gospodarczej
- Historia pojazdu – zbiór informacji dotyczących pojazdu, jak: historia, poprzedni właściciele, pobrane z Centralnej Ewidencji Pojazdów[13].
- Jakość powietrza – na bazie danych z punktów pomiarowych
- Małopolska Karta Aglomeracyjna
- Mandaty
- Naruszenie środowiskowe – anonimowe zgłaszanie zanieczyszczenia środowiska
- Polak za granicą – poradnik
- Punkty karne – informacje o wykroczeniach i punktach karnych kierowcy pochodzące z Centralnej Ewidencji Kierowców.
- Recepty – podgląd i realizacja recept z systemu E-zdrowie
- Sprawdź PESEL – weryfikacja zastrzeżenia
- Wybory – informacja o uprawnieniach i przypisaniu do komisji wyborczej
- Zastrzeż PESEL – zastrzeżenie własnego numeru PESEL

Lista wg stanu na koniec grudnia 2024. Ilość udostępnianych usług i dokumentów jest systematycznie zwiększana.

## Bezpieczeństwo
Do pobrania danych z rejestrów państwowych niezbędne jest uwierzytelnianie za pomocą profilu zaufanego. Dane przechowywane są w telefonie w postaci zaszyfrowanej oraz podpisane cyfrowo certyfikatem Ministerstwa Cyfryzacji. Dostęp do aplikacji zabezpieczony jest hasłem. Na życzenie użytkownika można również włączyć uwierzytelnianie za pomocą odcisku palca wraz z dodatkowym potwierdzeniem PIN-em. Przy aktywacji aplikacji wydawany jest dla urządzenia i użytkownika unikalny certyfikat. Służy on do cyfrowego podpisu danych wymienianych z systemem oraz z aplikacją mObywatel na innym smartfonie, zapewniając w ten sposób ich autentyczność, niezaprzeczalność i integralność. Ważność własnego certyfikatu oraz certyfikatu strony, z którą wymieniane są dane można dodatkowo zweryfikować online. Istnieje możliwość zastrzeżenia własnego certyfikatu np. w przypadku zgubienia smartfona. Ze względów bezpieczeństwa nie ma możliwości zmiany hasła – należy ponownie aktywować aplikację, aby otrzymać nowy certyfikat.

## Ustawa o aplikacji mObywatel
2 marca 2023 roku do Sejmu wpłynął rządowy projekt ustawy o aplikacji mObywatel. Pierwsze czytania projektu ustawy odbyło się 7 marca 2023 roku. 9 marca 2023 roku Sejm RP uchwalił ustawę. 30 marca 2023 roku Senat RP przyjął ustawę, wprowadzając do niej poprawki. 26 maja 2023 roku Sejm rozpatrzył poprawki Senatu, część przyjmując, a część odrzucając. 14 czerwca 2023 roku prezydent RP Andrzej Duda podpisał ustawę. Ustawa z dnia 26 maja 2023 r. o aplikacji mObywatel weszła w życie 14 dni od dnia ogłoszenia w Dzienniku Ustaw, czyli 14 lipca 2023 roku z wyjątkiem niektórych przepisów, które wchodzą w życie na podstawie komunikatów wydanych przez właściwych ministrów.